# Hemitrella
Hemitrella is een geslacht van rechtvleugeligen uit de familie krekels (Gryllidae). De wetenschappelijke naam van dit geslacht is voor het eerst geldig gepubliceerd in 2003 door Gorochov.

## Soorten
Het geslacht Hemitrella omvat de volgende soorten:
- Hemitrella cyclopea Gorochov, 2003
- Hemitrella halmaherae Gorochov, 2003
- Hemitrella papuana Gorochov, 2003
- Hemitrella proxima Gorochov, 2003
- Hemitrella raggei Bhowmik, 1981